# Kay Voigtmann

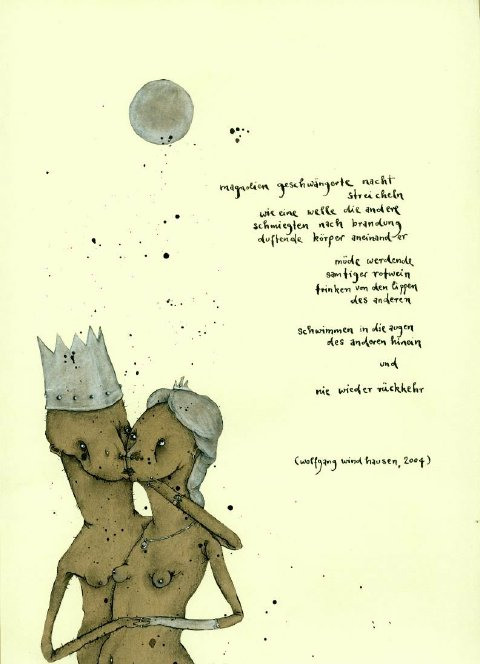
Zeichnung von Kay Voigtmann mit einem Gedicht von Wolfgang Windhausen

Kay Voigtmann (* 1968 in Zeulenroda) ist ein deutscher Illustrator.
Nach dem Schulbesuch nahm er eine ungeliebte Lehre und ebensolche Arbeit als Feinmechaniker in Gera auf, 1987 schloss er diese ab. Er gehört zum Kreis um das Klaushaus, Verein für Kunst und Kultur, in Gera und betreute dort vor allem die Literaturreihe Spätlese und verschiedene Ausstellungsprojekte. Von 1997 bis 2002 schloss sich ein Studium an der Hochschule für Grafik und Buchkunst in Leipzig an. Dort waren seine Lehrer Karl-Georg Hirsch, Hildegard Korger, Volker Pfüller und Albrecht von Bodecker. Sein Studium beendete er mit einem Diplom der Fachklasse für Illustration bei Pfüller, mit den Illustrationen (17 Allgraphien) zu Burkhard Spinnens Lego-Steinen und ist seit 2002 freischaffend in Gera tätig.
Zwischenzeitlich entwarf er das Grafikdesign für die Pralinen Geheimratsecken, zusammen mit Joachim B. Schulze, die auch zum Patent angemeldet wurden. 2001 illustriert er zusammen mit seinem Künstlerkollegen Erik Buchholz aus Gera, mit 17 Steindrucken, den Text „Mr. Neitherkorn und das Schicksal“ von Ingo Schulze, dieser Band ist die 107. Veröffentlichung der Edition Mariannenpresse und erschien in einer Auflage von 100 signierten und nummerierten Exemplaren. Danach folgte der um 12 Geschichten und Zeichnungen erweiterte Band Burkhard Spinnen „Lego-Steine“ der durchgehend mit den liebenswürdigen „Kartoffelmenschen“ von Kay Voigtmann illustriert wurde. Diese Zeichnungen visualisieren nicht nur den Text, sondern fügen ihm nicht selten einige stimmige Details hinzu, erschien 2004 bei Schöffling & Co. Verlagsbuchhandlung Frankfurt/Main.
In seinen Zeichnungen und Illustrationen haben skurrile Wesen ihren Auftritt, diese bewegen sich in sonderbaren Räumen, Welten und Szenarien, die jenseits des Hier und Jetzt erscheinen und sie sind auch Anlass sich mit seinen Gestalten in anderen Welten zu begeben und sich dort zu bewegen – es sind Orte, in denen Geschichte aber auch Geschichten fabuliert werden. Texte sind dem Künstler immer Inspirationen für seine Arbeiten.
In Stichwort Folge 1, Heft 5, 2004, Herausgegeben für den Leipziger Bibliophilen – Abend e.V., illustrierte Voigtmann, Jens Sparschuhs ---- vom Tisch mit neun ausdrucksstarken Zeichnungen und zwei beigefügten Kupferstichen. Die Auflage beträgt 100 nummerierte und signierte Exemplare.
Diesem folgte, in der Edition Büchergilde Jens Sparschuhs experimenteller Reiseroman Waldwärts-Geschichten, die je mit einem Buchstaben des Alphabets beginnen. Jens Sparschuh erzählt 26-mal von A bis Z  eine Geschichte, die kongenial und auch eigenwillig von Kay Voigtmann illustriert sind. So kommen alle Worte des Dichters zu ihrem Recht und werden durch skurril, filigran und detailreiche Zeichnungen seiner Kartoffelmenschen in ihrer Wirkung verstärkt. Das Buch wurde als eines der schönsten Bücher 2004 ausgezeichnet.
2005 erschien in einer Auflage von 100 Exemplaren bei der Galerie Thoms, signiert und nummeriert ein von Kay Voigtmann mit 7 Zeichnungen illustriertes Künstlerbuch zu Nicklas Quintens Text „Auktion, es ist Auktion“.
Im Herbst 2009 illustrierte Kay Voigtmann abermals für die edition Büchergilde die Anekdotensammlung Stichelreden. Die von ihm gestalteten Figuren mit langgezogenen Gliedmaßen und eigentümlichen Proportionen unterstreichen darin die gesammelten Gemeinheiten aber auch Menschlichkeiten berühmter Literaten und Gelehrter wie Balzac, Ibsen, Swift oder Hegel.
Diverse Ausstellungen begleiteten das Schaffen dieses Künstlers.